# ポートモレスビー作戦
ポートモレスビー作戦（ポートモレスビーさくせん）は、第二次世界大戦中のニューギニア戦線において、日本軍と連合国軍とがポートモレスビーの支配を巡って行った戦闘。当時はスタンレー作戦と呼ばれ、連合軍側の名称を和訳して、前半をココダ道の戦い (Kokoda Track campaign)、後半をブナとゴナの戦い (Battle of Buna-Gona)とも呼ぶ。

## 背景

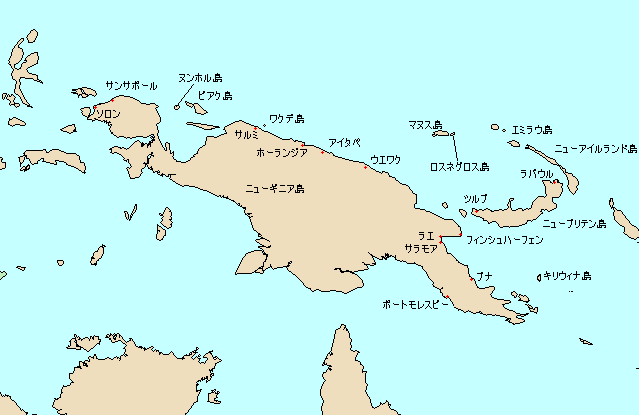
ニューギニア島

開戦後、グアムの攻略につづきニューブリテン島のラバウルを攻略した日本陸軍の南海支隊の1個大隊が、1942年3月7日サラモアに上陸し、同日に日本海軍の陸戦隊がラエへ上陸した。同年5月、日本陸軍と日本海軍は協力してポートモレスビーを攻略するため、第一航空艦隊の一部と第四艦隊で「MO作戦」の実施を決定し、ソロモン諸島ツラギの攻略は妨害こそあったが成功した。しかし、肝心の海路によるポートモレスビー攻略を珊瑚海海戦でアメリカ海軍に妨害され、日本海軍は中止してしまった。さらに、同年6月に生起したミッドウェー海戦における日本海軍の敗北が影響し、サモア諸島及びフィジー諸島攻略（FS作戦）は中止されることになった。これによってソロモン諸島・ニューギニア方面の拠点であるラバウル基地（ラバウル航空隊）は一層重要度を増した。それは、ラバウルの安全を脅かすポートモレスビーの攻略が重要性を増すのと同義であった。
日本陸軍は東部ニューギニアのオーエンスタンレー山脈（最高峰4,000メートル）を越え、直線距離にして220キロを陸路で侵攻するポートモレスビー攻略作戦「レ号作戦（別名、スタンレー作戦）」を実施するため、新設された第17軍に南海支隊（支隊長：堀井富太郎陸軍少将）を編入、第17軍に対して作戦名をリ号研究と称した偵察を命じた。南海支隊は第55師団の一部の歩兵第144連隊（高知）と山砲兵第55連隊第1大隊などで編成されていたが、FS作戦に投入される予定であった歩兵第41連隊（福山）とマレー作戦に投入された独立工兵第15連隊を編入し、強化が図られた。
大本営はリ号研究の結果を待って作戦の可否を決定することにしていた。しかし、7月15日に大本営参謀辻政信中佐がダバオの第17軍司令部を訪れた時に、「今や『リ号』は研究にあらずして実行である」と述べて、大本営が陸路攻略を決定したことを通知し、これを受けて第17軍は18日に攻略命令を出した。ところが、7月25日に服部卓四郎大本営陸軍部作戦課長から第17軍に、リ号研究の結果について照会する電報が送られた。だが、これによって辻が独断専行によって命令をすり替えていたことが判明したにもかかわらず、それが問題になることもなく、作戦はそのまま実行されることとなった。
一方、ミッドウェー海戦で勝利を収めたアメリカ海軍は逆にラバウルを奪還するため、手始めに同年6月、ソロモン諸島に拠点を構えようと、ガダルカナル島占領を目指すウォッチタワー作戦を計画、8月7日ガダルカナル島に上陸した。また、フィリピンを脱した南西太平洋方面連合軍司令官ダグラス・マッカーサー陸軍大将はフィリピン奪還のためにオーストラリアを拠点にした反攻を計画した。そのため、オーストラリアの前哨ともいえるポートモレスビーの安全を確保することは重要であり、ニューギニア島北岸を占領するにもポートモレスビーの基地が重要な役割になることが予想された。マッカーサー大将はオーストラリア軍最高司令官トーマス・ブレーミー陸軍大将の指揮下にあるニューギニア部隊（ニューギニア・フォース）の司令官であるバジル・モリス少将にブナの確保を命じ、モリス少将は豪第39大隊を飛行場があるココダへ進撃させた。
この第39大隊は予備役の民兵からなる部隊で、「チョコレートソルジャー」と呼ばれていた。

## 参加兵力

### 日本軍
陸軍

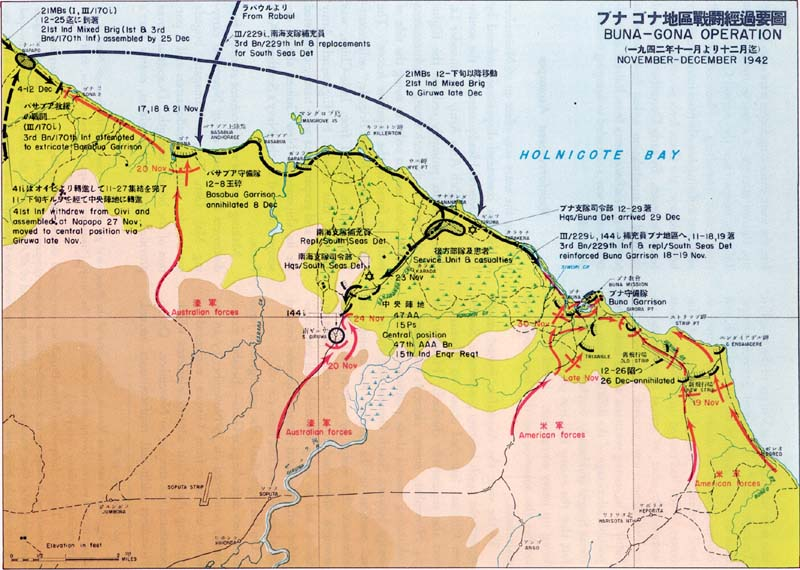
ブナ・ゴナ地区戦闘経過。1942年11月から12月

- 第17軍（司令官：百武晴吉中将）・第18軍（司令官：安達二十三中将）
  - 南海支隊（歩兵第144連隊基幹）- 支隊長：堀井富太郎少将（戦死）、小田健作少将（後任。戦死）
    - 配属 - 歩兵第41連隊、独立工兵第15連隊、独立高射砲第47大隊、高砂義勇隊ほか

  - 独立混成第21旅団主力（司令部及び歩兵第170連隊から2個大隊）- 旅団長：山県栗花生少将
- 第38師団 歩兵第229連隊第3大隊
- 第7師団 歩兵第27連隊支隊

海軍
- 横須賀第5特別陸戦隊主力 - 司令：安田義達大佐（戦死）、兵力285名
- 佐世保第5特別陸戦隊の一部 - 兵力108名
- 第15設営隊 - 警備兵約100名、軍属560名
- 第二艦隊第十八戦隊 - 軽巡洋艦天龍、龍田など（1942年7月のブナ・ゴナでの上陸支援）[3]。

### 連合軍
アメリカ軍
- 第1軍団（司令官：ロバート・アイケルバーガー少将）
  - 第32師団
    - 第126歩兵連隊 (アメリカ軍)（英語版）
    - 第127歩兵連隊 (アメリカ軍)（英語版）
    - 第128歩兵連隊 (アメリカ軍)（英語版）

  - 第41師団
    - 第163歩兵連隊 (アメリカ軍)（英語版）

  - 第129野戦砲兵大隊

オーストラリア軍
- ニューギニア軍 （英語版）
  - 第7師団 (オーストラリア)（英語版）
    - 第16旅団 (オーストラリア)（英語版）
      - 第2/1大隊 (オーストラリア)（英語版）
      - 第2/2大隊 (オーストラリア)（英語版）
      - 第2/3大隊 (オーストラリア)（英語版）

    - 第21旅団 (オーストラリア)（英語版）
      - 第2/14大隊 (オーストラリア)（英語版）
      - 第2/16大隊 (オーストラリア)（英語版）
      - 第2/27大隊 (オーストラリア)（英語版）

    - 第25旅団 (オーストラリア)（英語版）
      - 第2/25大隊 (オーストラリア)（英語版）
      - 第2/31大隊 (オーストラリア)（英語版）
      - 第2/33大隊 (オーストラリア)（英語版）

    - 第30旅団 (オーストラリア)（英語版）
      - 第39大隊 (オーストラリア)（英語版）
      - 第53大隊 (オーストラリア)（英語版）

    - 第3大隊 (オーストラリア)（英語版）
    - 第2/1開拓大隊 (オーストラリア)（英語版）
    - 第2/6独立中隊 (オーストラリア)（英語版）
    - パプア歩兵大隊（英語版）
    - オーストラリア王立砲兵第14野戦連隊
    - オーストラリア工兵第2/5野戦中隊
    - オーストラリア工兵第2/6野戦中隊
    - オーストラリア陸軍医療部隊第2/4野戦救急隊
    - オーストラリア陸軍医療部隊第2/6野戦救急隊
    - オーストラリア陸軍医療部隊第14野戦救急隊
    - オーストラリア領ニューギニア行政単位（英語版）

## ポートモレスビー作戦（ココダ道の戦い）
この作戦はポートモレスビーの陸路攻略を目指して進撃した日本軍と防衛する連合軍の間で行われた戦いである。

### 上陸と進撃
1942年7月21日、道路建設や偵察を任務とした横山與介大佐率いる独立工兵第15連隊基幹の南海支隊の横山先遣隊が海軍の巡洋艦天龍、龍田などの支援のもとブナの近くのゴナに上陸し、ココダに向かった。
オーストラリア軍の第39大隊はココダで防御を試みたがココダは南海支隊の先遣隊に占領された。第39大隊はココダを一時的に奪還できたが、すぐイスラバまで押し戻された。

### イスラバの戦い
イスラバでオーストラリア軍は登り斜面に対して機関銃の陣地を置き、防御地点には巧みに障害物を設けて十字砲火を考慮した陣地の構築を行った。先遣隊につづき歩兵第144連隊基幹の南海支隊主力は、8月16日にラバウルに寄港した後、8月18日にブナ地区のバサブアへ上陸、23日に先遣隊と合流、陸路ポートモレスビーへ向けて進撃を開始、オーストラリア軍に対して積極的攻撃が行われ、26日にはイスラバを攻撃したが、ジャングルに不慣れな日本軍の侵攻は難航し、27日と29日の日本軍の攻撃にもオーストラリア軍1個大隊基幹の第30旅団は善戦した。だが、南海支隊主力につづいて30日には配属の歩兵第41連隊も参戦、日本軍が数の有利を利用して迂回して進入したため、オーストラリア軍の第39大隊は退路を断たれることを恐れて退却した。

### さらなる進撃
日本軍の南海支隊は8月31日にイスラバを占領し、9月2日にギャップ、9月4日にスタンレー山脈の峠へと駒を進め、そこで初めてスタンレー山脈の峠から先はポートモレスビーまで下りではないことを確認したが、現地の地形に関して把握しきれなかった。そして第17軍に峠へ到達したことを報告、9月8日にはエフォギを占領し、9月13日からポートモレスビーまで約50キロのオーストラリア軍第25旅団が陣地を敷いていたイオリバイワの攻撃を開始した。オーストラリア軍の司令官モリス少将は、2個大隊をもつ第21旅団（アーノルド・ポッツ准将）と第53大隊を増援に送ったが、焦土戦略で食料をはじめとする物資を処分し、日本軍が期待していた現地での物資確保を阻害することで侵攻の遅延は図れると考えた。オーストラリア軍の主力部隊は北アフリカ戦線に派遣されていたこともあって、ニューギニア部隊に残された手段は少なかった。さらに、増援の第21旅団の旅団長ポッツ准将はイオリバイワが戦術的に守備に適した地形であることから日本軍との決戦をイオリバイワで求めても良いと判断して退却を容認していた。
ラバウルで戦況を見守る日本軍の第17軍は、現地の地形について、また、前線にいる堀井少将の元へ命令が届くのに時間がかかることを全く理解していなかった。加えて第17軍が消極的命令を出したのは、南海支隊主力がブナに向かう以前の8月7日、すでに連合軍のガダルカナル島上陸を皮切りに反攻が始まっており、日本陸軍の目もソロモン諸島に向けられていたためでもあった。その上、8月23日に起きた第二次ソロモン海戦で制空権だけでなく制海権までも失いかけていた。日本海軍は東部ニューギニアの東端に位置するミルン湾にオーストラリア軍が6月から基地建設を開始していることを察知したため、8月24日に攻略部隊を送るが失敗し、9月3日には暗号書の処分に至った（ラビの戦い）。

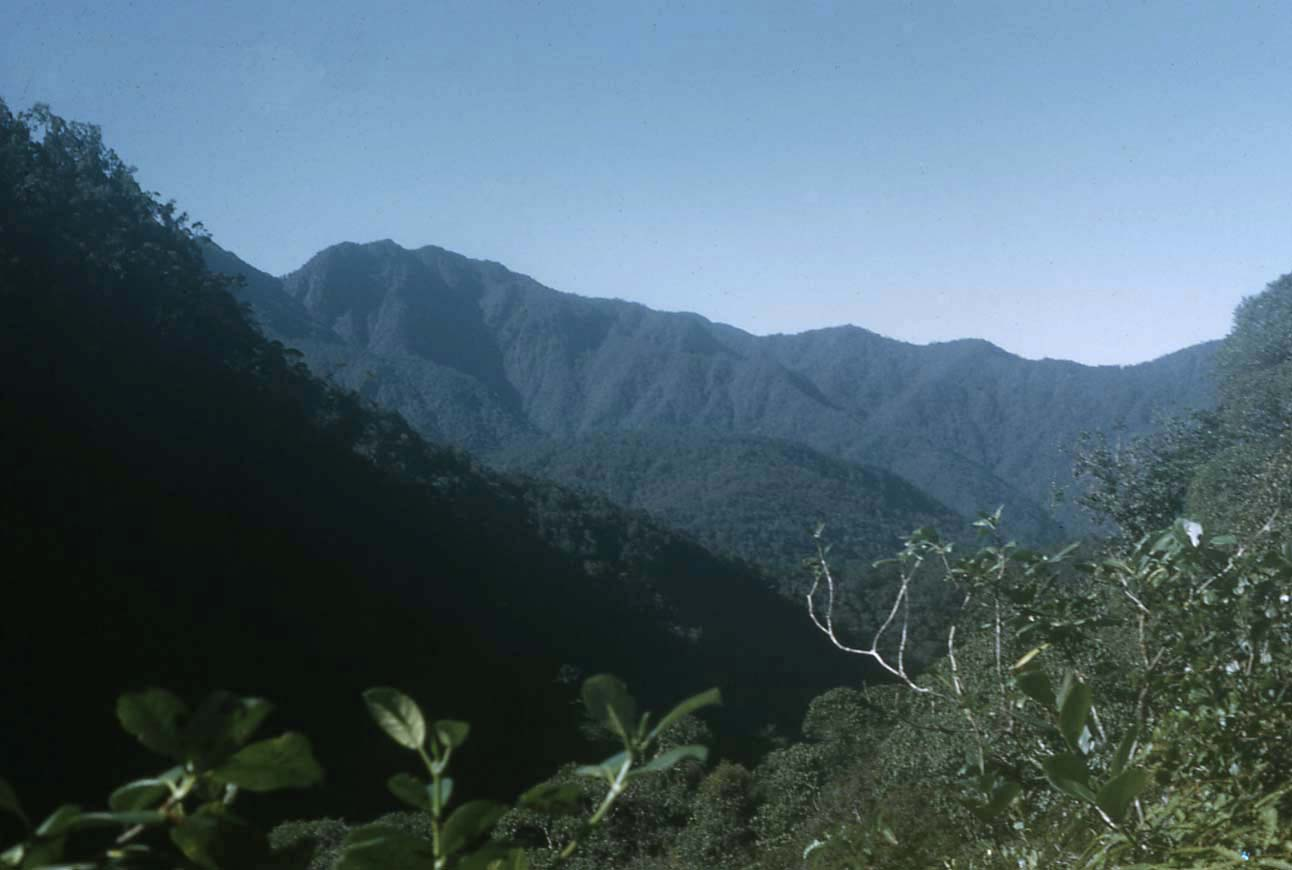
現在のスタンレー山系中部山脈

連合軍司令官ダグラス・マッカーサー陸軍大将とオーストラリア軍最高司令官トーマス・ブレーミー陸軍大将はポートモレスビーの攻略を恐れ、バジル・モリス少将に換えシドニー・ラウェル中将を東部ニューギニア部隊司令官に新任した。オーストラリア軍が予想した通り、日本軍の補給線は延びきっており、ココダまでの道路建設も十分でなく、馬を使用しなくてはならなかった。しかも、馬で輸送できるのはココダが限度で、イスラバへは馬でも困難であった。さらに、9月7日ごろから前線はアメリカ・オーストラリア連合軍の空襲に晒されて、補給も完全に危機的状況に陥っていた。それでもなお日本軍の南海支隊は9月13日からイオリバイワに攻撃を開始し、15日には東西の高地と三角山の陣地を占領し、16日にイオリバイワを占領した。ジョージ・ケニー中将指揮するアメリカ陸軍第5航空軍（ブリスベン）はP-38 ライトニングを装備した戦闘機部隊を東部ニューギニアにおける制空権を確保するため、前進航空隊としてポートモレスビーに送り込み、オーストラリア軍の東部ニューギニア部隊司令官ラウェル中将は、第21、第25旅団だけで日本軍を阻止できると予想していたが、第16旅団もイオリバイワに送った。にもかかわらず、日本軍にイオリバイワを占領され、連合軍司令部に以下のような報告を行った。
しかし、南海支隊主力ラバウル出発以前の8月7日に連合軍がガダルカナル島に上陸して反攻が始まっており、第17軍は8月12日、東部ニューギニアだけでなくソロモン諸島方面も防衛するという二正面対決を決定し、航空機のみならず増援部隊も東部ニューギニアには送らなかった。そして、8月18日にガダルカナル島に上陸した一木支隊の第1梯団が21日には壊滅し、9月13日の夜半から行われた川口支隊のガダルカナル島第1次総攻撃は失敗した。このため、ニューギニア戦線への投入が予定されていた第2師団はガダルカナル島に向けられ、ポートモレスビー総攻撃ができなくなってしまったばかりではなく、集積されていた補給物資や航空支援もことごとくガダルカナル島へ向けられ、補給は停まってしまっており、モリス少将やラウェル中将の判断は誤りではなかった。

### 日本軍の撤退
第17軍はガダルカナル方面の対応（兵員、航空機、艦船）を優先させるため、南海支隊がイオリバイワを攻撃する前に「スタンレー山系の頂上付近を占領、爾後の前進を準備せよ」といった命令（前進抑制命令 8月28日）を出した。続いて、「歩兵第41連隊をココダ付近に集結せよ」という命令（後退命令 9月8日）を出したが、命令伝達の遅延等もあり日本軍の前進は9月16日のイオリバイワ占領まで続いた。堀井少将は歩兵第41連隊第2大隊を後衛にすると決めた上で、9月16日に次のような命令を出した。
堀井少将は作戦開始前から人員数と補給路を机上計算し補給の難しさと食料不足を理解していた。食料不足の南海支隊にとってはできるだけ早いポートモレスビー総攻撃が必要だった。しかし、ガダルカナル島の戦局悪化によりポートモレスビー総攻撃はできなくなってしまった。イオリバイワの敵陣を奪取し倉庫を探したが、オーストラリア軍は倉庫に食料を残してはいなかった。片道分に足りない食料で進軍し総攻撃を待つばかりであった、そして占領後のポートモレスビーで食料を得て、傷病者の手当てをしなければならなかった南海支隊にとって、ここでの後退は過酷であった。
南海支隊は食料が尽きたまま、先衛の歩兵第41連隊主力が9月16日にココダに向け撤退を開始し、また歩兵第144連隊の第2大隊を基幹に1個山砲中隊と1個工兵中隊からなるスタンレー支隊を編成しスタンレー山脈の峠（カギ方面）での陣地造りに先発させた。後衛の歩兵第41連隊第2大隊に防御を命じ、南海支隊主力の撤退準備が行われ、9月24日にカギ方面に向け退却を開始しココダへの集結を目指した。日本軍は栄養失調だけでなくマラリアで動けない患者が多数いたため、主力の撤退開始は患者輸送を待たなければならなかった。同年中に日本軍が行った補給は9月23日の海軍機による空中投下と10月4日の陸軍輸送船による補給の2回であり、すでに日本軍側は制空権を失っていた。
マッカーサー大将が師団長以下の指揮官などを解任したため豪軍の追撃は遅れ、そして、日本軍の南海支隊も、歩兵第144連隊長の楠瀬大佐などマラリアにかかりラバウルに後送された指揮官や、転勤で内地に帰還する指揮官などがいたため、双方の指揮は一時混乱する。

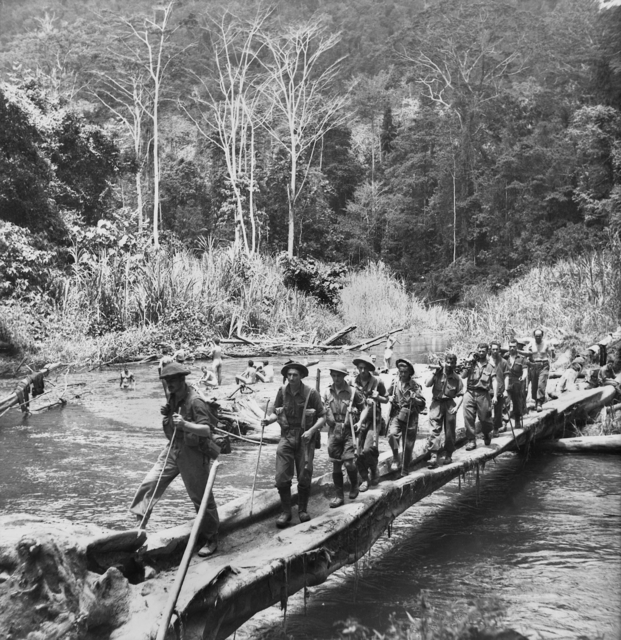
イオリバイワを奪還したオーストラリア第25旅団

日本軍の南海支隊は9月24日にイオリバイワから撤退し10月4日ココダに到着、オーストラリア軍は9月28日にイオリバイワを奪還し本格的に攻勢をはじめ、10月3日にギャップに到着し、その後ギャップの陣地を包囲して浸透するように前進を行ったため日本軍の撤退は難航した。だが、イオリバイワを先発したスタンレー支隊は、ギャップ、イオラで地形を利用した陣を築いて抵抗を示し、10月中旬まで持ちこたえた。しかしアメリカ軍の第32歩兵師団の一部が山脈を越えて空輸され先回りしてブナを窺う形勢となった。南海支隊はココダからオイビへ、さらに11月10日にはオイビからも撤退しバサブア（ゴナ）へ向かった。
10月8日頃、物資、患者輸送の任に就いていた輜重隊が解体されて原隊に復帰し、戦闘に加わった。この防衛線は5日間、オーストラリア軍を阻止したが、10月10日ジャウレ道から進撃してきたアメリカ軍の急進により退路が断たれたため堀井少将が撤退を決定する。また10月下旬になるとオーストラリア軍のスタンレー支隊への攻撃が激しさを増し、南海支隊は第17軍よりギルワ河右岸まで撤退するよう命令された。これを受けて、堀井少将は10月25日、歩兵第41連隊の1個大隊ほどの人員をカギ方面に急行させスタンレー支隊と交替し「後退は28日以降に行い31日にココダへ到着」するようにせよ、と命じた。

### オイビ・ゴラリの戦いと堀井支隊長の事故死
ギルワ河右岸まで撤退の命令ではあったが、堀井少将はココダ周辺の平原を容易に明け渡すことを憂慮し、ココダの後方ゴラリの南部で侵攻阻止を決断した。そして、海岸防衛のためクムシ河を超えて退却していた塚本初雄中佐指揮の歩兵第144連隊の2個大隊（第1大隊と第3大隊）を呼び戻し、オイビの防御に適した高地を占領して防衛線を構築した。スタンレー支隊と交替した歩兵第41連隊の一部小岩井光夫少佐以下16人の後衛部隊はイスラバで小抵抗した後、先の退却指示通り10月31日に到着すべくココダに向かったが、防衛線の構築を知らされるとオイビに向かった。
追撃するオーストラリア軍は、イスラバで二手に別れココダとゴラリの二方向から挟撃する構えをみせた。
11月3日にはオイビ・ゴラリ地区にオーストラリア軍が到達した。
退路を断たれた南海支隊は一旦オイビ・ゴラリに立てこもったものの、すぐに撤退を決定した。
オイビとゴラリの間にあるルウニ川の一本の吊り橋を巡っては激しい戦いが続き、前進しようとするオーストラリア軍は対岸の日本軍の狙撃兵によって、オイビから後退する日本軍はオーストラリア軍の仕掛け爆弾によってどちらもなかなか橋を渡ることができなかったがオーストラリア軍が川を遡って設置した仮設橋を渡って対岸の日本軍の背後を突いたため決着がついた。
11月10日にはオイビ・ゴラリからも撤退しピンガ（西方向）経由でバサブア（ゴナ）に向かった。だが10月15日オーストラリア軍にボーフが占領され、ワイロビから進出してきたオーストラリア軍第25旅団がゴナに達していた。オーストラリア軍はワイロビにあるクムシ河の橋を確保しバサブア、ギルワにも浸透してきており、南海支隊はピンガで激流のクムシ河渡河とゴナへの退却で多数の行方不明者を出し、敵味方がバサブア・ギルワ地区で入り乱れた。撤退の途上南海支隊長堀井少将は11月19日カヌーでクムシ川を下り海路ギルワへ向かったが、突風にあおられてカヌーが転覆し、従卒へ「堀井はここで死んだと伝えてくれ、天皇陛下万歳」と言い残して海中へ没した。この頃から日本軍の部隊は分散してしまい、20日にバサブア（ゴナ）の日本軍は包囲された。

## ブナ・ゴナの戦い
この戦いは日本軍のポートモレスビー陸路攻略作戦の拠点であるブナ・ゴナ地区の攻略を目指して進攻してきた連合軍と防衛する日本軍の間で行われた戦いである。
撤退してきた南海支隊主力はブナ・ゴナ地区において、工兵や輜重兵などの支援部隊や、ミルン湾から撤収してきた安田義達率いる海軍陸戦隊によるブナ守備隊と合流した。
ブナ・ゴナ地区はブナ・ギルワ・バサブアの三拠点から成り立っていた。

### 連合軍の攻勢

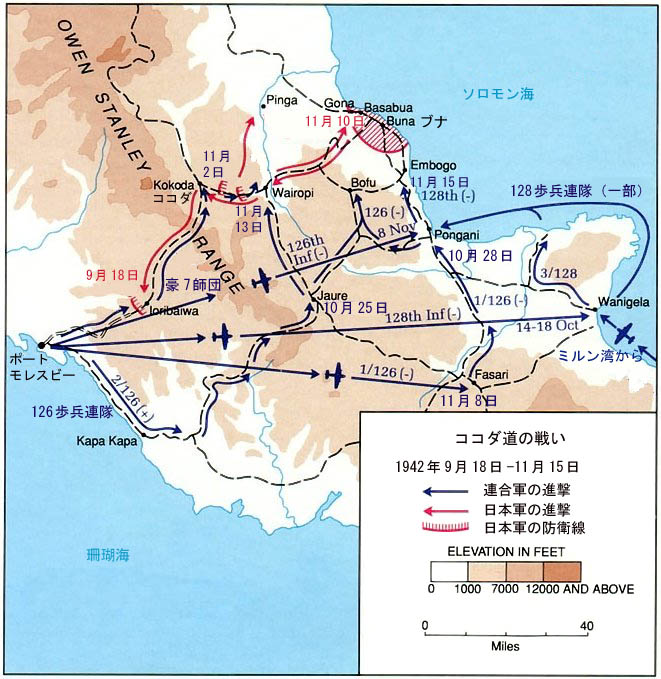
山脈を越えて行われた戦闘

アメリカ軍第126連隊の第2大隊は陸路10月25日ジャウレに達し、ジャウレ道からブナ地区を目指した。第126連隊の第1大隊は11月8日ファサリに空輸されファサリからポンガニへ向い、ポンガニには第126連隊の第3大隊も空輸され、揃った第126連隊の2個大隊はボーフへ進撃し、東から大きく遠回りして日本軍の側面を突く手はずを整え、東部ニューギニアの北海岸沿いにブナを目指す侵攻路も企図した。
11月16日、オーストラリア軍の1個大隊が小型戦車・トラック・ブルトーザーとともにオロ湾に上陸しワニゲラ飛行場を占拠した。確保されたワニゲラ飛行場へアメリカ軍の第128連隊とオーストラリア軍の2個中隊などがポートモレスビーから空輸され、第128連隊は11月21日にブナ東側の陣地に達し、飛行場を防衛する日本軍の攻撃を開始した
この戦闘はニューギニアに上陸したアメリカ軍地上部隊にとって初の地上戦であったが、ほとんどが州兵部隊であり、錬度などに問題があった。日本軍やオーストラリア軍が歩兵による接近戦をよく行ったのに対してアメリカ軍は迫撃砲を延々と撃ちこみながらの前進であった。また命令の誤伝達や誤爆の頻発、特にアメリカ軍の指揮官に同姓同名の者がいたことによる混乱などがおきたため、オーストラリア軍の部隊日誌にはマッカーサー指揮下のアメリカ軍について「見るに耐えないくらいの無能」と評価された。
アメリカ軍は支援のため、ミルン湾から鹵獲した大発動艇に戦車を載せて輸送しようとしたが重量の見積もりのミスによって戦車もろとも海没してしまった。
マッカーサー大将は、第32歩兵師団、第41歩兵師団を基幹としたアメリカ陸軍第1軍団の軍団長ロバート・アイケルバーガー少将に、「ブナを奪え、さもなくば生きて帰るな (I want you to take Buna, or not come back alive)」と厳命し、12月1日ブナへ派遣した。またマッカーサー大将自身もオーストラリアからポートモレスビーに移り、アメリカ軍は総攻撃の体勢を整えた。
ブリズベンから進出してきたアメリカ陸軍の前進航空隊は、ブナ・ゴナ地区への空襲を強化しつつ、ポートモレスビーやラビの基地から偵察機を飛ばしてダンピール海峡を厳重に監視し、日本軍の増援部隊上陸を妨害した。また、日本軍がそうだったように連合軍も補給線が延びて、スタンレー山脈の存在が輸送を困難にさせていた。海上も日本軍の空襲を受け安全ではなかった。そのため、この方面に展開するアメリカ・オーストラリア軍航空隊は空中投下を頻繁に行い、ココダの飛行場を占領した後は飛行場を整備した上でココダへ食料、武器、弾薬を空輸させた。

### 日本軍の増援
ソロモン諸島および東部ニューギニア方面はこれまで第17軍が管轄していたが、この方面の戦況の悪化を受けて、大本営は11月16日、、第8方面軍（司令官：今村均中将）を新設し、第17軍は第8方面軍の下でソロモン諸島に専念させることにした。そして第8方面軍の下にニューギニア方面を担当する第18軍（司令官：安達二十三中将）を新設した。最初の増援は第17軍参謀長宮崎周一少将の指揮により駆逐艦5隻（夕雲、風雲、巻雲、陽炎、親潮）で行われた。歩兵第144連隊後任連隊長山本重省大佐指揮の歩兵第144連隊補充員及び山砲兵1個中隊と第38師団の歩兵第229連隊第3大隊で編成された約1,500人は11月18日無事パサブアに上陸しブナに向い、21日には約800人の南海支隊補充員がパサブアに上陸した。22日には独立混成第21旅団の2個大隊がラバウルに到着した。
そして11月26日に第8方面軍の統帥発動がされ、その後は第18軍の指揮により駆逐艦輸送が行われた。最初の増援は11月28日に駆逐艦4隻（夕雲、巻雲、風雲、白露）による陸兵輸送作戦を実施するが、29日昼間にダンピール海峡でB-17の空襲を受ける。白露が大破、巻雲も至近弾で損傷、輸送作戦は中止された。翌月の12月2日には駆逐艦4隻（朝潮、荒潮、磯波、電）がバサブア泊地まで進入したものの空襲を受け移動し、山県栗花生少将と独立混成第21旅団のうちの425人（輸送兵力の約半数）のみが北西のクシム川河口付近に上陸した。だが、この際にも空襲で、揚陸した食料などの資材を全損する被害を受けた。
増援が難航し、クシム川河口付近に上陸しバサブアに向かった山県少将指揮の独立混成第21旅団も、遭遇したオーストラリア軍に敗退しバサブアに着けなかった。12月8日早朝、第10駆逐隊司令阿部俊雄大佐指揮下の駆逐艦6隻（風雲、夕雲、朝潮、荒潮、磯波、電）はブナ輸送を実施するためラバウルを出撃する。8時15分、飛来したB-24（1機）を味方機と誤認した「朝潮」は、空襲を受け艦尾に至近弾となり、二番・三番砲塔損傷。中破した。軽巡「天龍」が救援に向かう中、外南洋部隊（第八艦隊）の下令に従い輸送駆逐隊は反転した。帰途、「磯波」も至近弾で小破した。
12月8日にはバサブア（ゴナ）の日本軍陣地はオーストラリア軍第25旅団の攻撃で占領された。臨時道路構築隊長山本恒一少佐以下の人夫や高砂義勇隊など非戦闘員中心のバサブア地区隊約500人は全滅した。12月11日夜、駆逐艦5隻（風雲、夕雲、荒潮、磯波、電）はブナ輸送のためラバウルを出撃、14日のブナ揚陸は成功したが、空襲で「荒潮」は数名の死傷者を出した。
バサブア守備隊全滅後、南海支隊後任支隊長小田健作陸軍少将と独立混成第21旅団司令部要員を含む約870人が、12月14日にブナ地区から90キロほど北西のマンバレー川河口付近への上陸に成功した。ただ制空権をアメリカ・オーストラリア軍が握っていたため、マンバレーからブナ地区への大発動艇による移動は困難を極めた。小田少将は20日にようやくギルワに着き、堀井少将亡き後支隊長代理として指揮していた独立工兵第15連隊長横山与助大佐から南海支隊の指揮を引き継いだ。

### 日本軍の壊滅

#### バサブア、ブナ守備隊玉砕

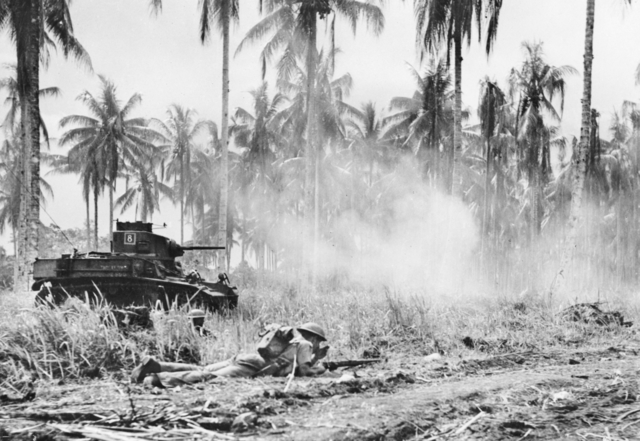
ブナの日本軍を攻撃する連合軍のM3軽戦車。1943年1月2日

戦況について現地のオーストラリア軍は以下のような電報を送った。
「ジャップは死ぬまで抵抗をやめることなく、そのために我が軍は多くの損害を出しつつあり。いずれの側かが完全にゼロになるまでは勝負はつかぬ様相を呈せり」
オーストラリア軍第16旅団と第25旅団は激しく消耗し、第21旅団と第30旅団が交代とした。航空支援の効果が十分でないと考えた連合軍は、歩兵に対して支援をより密接に与えるため、オーストラリア軍のブレンガン・キャリアを投入した。
オーストラリア軍は12月5日に攻勢をかけたが日本軍の反撃によりブレンガン・キャリア部隊は壊滅し攻勢は失敗した。
12月9日にバサブアが陥落した。
12月15日にやっと現地にM3軽戦車が到着した。
12月の末、ブナの飛行場はついにアメリカ軍とオーストラリア軍に奪取された。わずか十数人になったブナの日本軍守備隊は翌年の1月2日に壊滅した。11月18日上陸の増援部隊を率いた歩兵第144連隊後任連隊長の山本重省大佐と、海軍の横須賀第5特別陸戦隊司令の安田義達大佐は戦死した。
ブナから奇跡的に生還した日本側の生存者によると、安田義達大佐は数人の司令部要員とともに万歳突撃を仕掛けたものの戦死。山本重省大佐の死は以下のようものだったという。
「早朝壕を出て、集中射撃して来る敵に向かって、「日本語のわかる者は前に出るように」と叫んだ。すると、この日本語がわかったらしく、敵の射撃がやんで静かになった。山本連隊長は、落ちついた声で敵に話しかけた。「今君達は、勝ち誇っている。物資をやたらに浪費してわれわれを圧倒した。わが軍は一発の弾丸といえども粗末にはしなかった。今に見よ、必ずや日本が勝利を得、正義が世界を支配するに至るであろう。私を撃つのはしばらく待て。日本軍人の最期を見せてやるからよく見ておけ。大日本帝国万歳。万歳。万歳」
ここで切腹され「さあ撃ってよろしい」。そこで、敵の一斉射撃が起こり、戦死された。
オーストラリア側の証言によると二人の将校が壕から出てきて、一人は物影へ去った後に自決、もう一人は投降の呼びかけを無視して三度太陽に祈った後、オーストラリア軍部隊と向かい合った。オーストラリア軍将兵が10数えるうちに降伏するように伝えると日章旗を胸に当て、9まで数えたところで「撃て」と叫んだので射殺したとのことである。
日本側指揮官の山県少将は、独立混成第21旅団の一部を率い大発動艇でブナに向かったがアメリカ軍に包囲されたブナの守備隊とは連絡がとれなかった。増援部隊等の守備隊1500人と海軍の陸戦隊400人および非戦闘員中心の設営隊600人のあわせて約2500人のうち、陸軍の180名、海軍の190名がブナを脱出、捕虜となったものが50名程度であり、戦死者は2000人を上回る。

#### ギルワ陥落とブナ・ゴナ地区での戦闘の終結

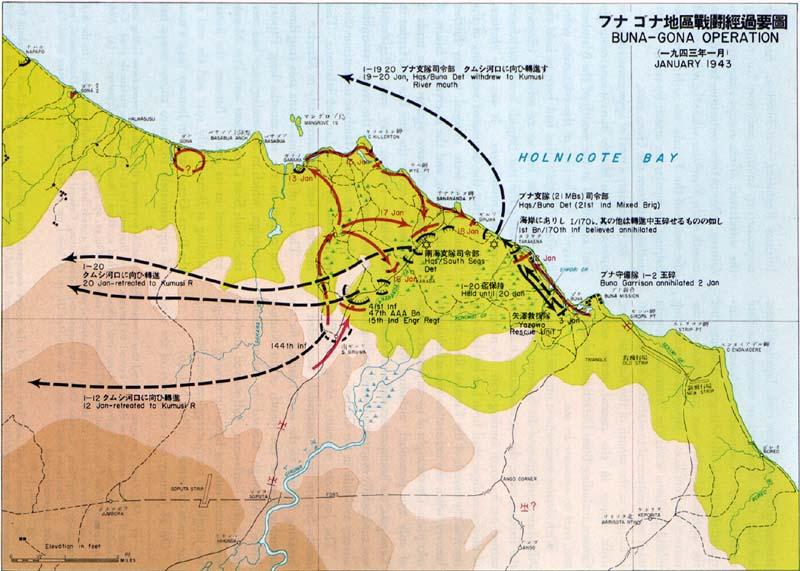
ブナ・ゴナ地区戦闘経過。1943年1月

最後の砦となったギルワは海岸と中央区の間を分断され、1943年1月14日に第18軍はクムシ河口への撤退を命じ、15日には南海支隊幹部は海岸の陣地に後退した。そして、傷病者の後送にあたっていた横山与助大佐率いる独立工兵第15連隊が17日に海岸の陣地から撤退し、山県少将は18日に全軍撤退を通達した後19日に独立混成第21旅団を率いて撤退した。同19日、南海支隊長小田少将は中央区の陣地の南海支隊主力に、戦傷者を残して撤退させる命令を出し自らも撤退しようとしたが、独立工兵第15連隊と独立混成第21旅団が全ての舟艇（8艇）を使って撤退してしまったため舟艇が無く、南海支隊幹部は撤退できず小田少将は「山県に裏切られた」と憤慨した後、参謀の富田義信と共に自決した。
内陸の陣地にいた部隊は陸路であったため撤退は困難を極めたが、小田少将からの命令に従って20日夜に中央区の陣地から撤退した小岩井光夫少佐指揮の南海支隊主力は落伍者を出しながらもクムシ河口に撤退できた（後マンバレーに集結）。南西区の陣地の歩兵第144連隊主力は、塚本中佐の判断で撤退命令を待たず12日に独断退去したが壊滅的損害を被った。21日にオーストラリア・アメリカ軍がギルワ陣地に突入し、中央区では歩くことができず脱出は勿論自決もままならないほど衰弱した者が抵抗を試みたものの占領され、約70名の日本兵が捕虜となった。これによりブナ地区の戦闘は終結した。
一方、マラリアによる戦病者も多数発生し、連合軍側の損害もオーストラリア第30旅団が半減するなど軽微なものではなかった。だが連合軍兵士はほんの軽症でも戦線から離脱しており、殆どが戦死・戦病死の日本兵の損害は比較にならない。
1943年2月9日、大本営は「ブナ付近に挺進せる部隊は寡兵克く敵の執拗なる反撃を撃攘しつつありしがその任務を修了せしにより、一月下旬陣地を撤し他に転進せしめられたり」と発表したが、実際には上記のとおりブナ地区の日本軍守備隊は全滅しており、虚偽の発表であった。
ただし同方面における戦闘の実情は陸軍の報道班員によっておおむね正確に報じられており、最前線における日本軍の苦境は日本国民にも広く伝わっていた。